# Archiv für Wärmewirtschaft und Dampfkesselwesen
Archiv für Wärmewirtschaft und Dampfkesselwesen war eine deutsche Fachzeitschrift, die von 1920 bis 1944 veröffentlicht wurde. Sie wurde vom Verein Deutscher Ingenieure (VDI) herausgegeben.

## Geschichte
Vor dem Hintergrund der im Ersten Weltkrieg begonnenen Kohleverknappung und der damit einhergehenden Zwangswirtschaft gründete der VDI im Herbst 1918 einen „Ausschuss für rationale Wärmewirtschaft“, der bis zu seiner ersten Zusammenkunft im September 1919 die Entwürfe dreier Merkblätter ausarbeitete. Zusammen mit VDEh und Vereinigung der Elektrizitätswerke wurde 1920 die „Hauptstelle für Wärmewirtschaft“ gegründet, die im Berliner VDI-Haus angesiedelt war. Als Sprachrohr diente zunächst der ausgegliederte wärmetechnische Teil der Technischen Zeitschriftenschau, der als Sonderblätter für Wärmewirtschaft herausgegeben wurde. Im Herbst 1920 entstand daraus das Archiv für Wärmewirtschaft als Organ der Hauptstelle für Wärmewirtschaft. Die Zeitschrift bestand zunächst überwiegend aus Literaturhinweisen,  wurde aber im Lauf der Jahre um Originalaufsätze erweitert. 1924 übernahm Arnold Heller die verantwortliche Schriftleitung. 1926 erfolgte die Umbenennung in Archiv für Wärmewirtschaft und Dampfkesselwesen. 1944 wurde die Zeitschrift eingestellt. Nach dem Zweiten Weltkrieg wurde 1949 vom VDI die Zeitschrift Brennstoff, Wärme, Kraft als Nachfolgerin von Archiv für Wärmewirtschaft und Dampfkesselwesen gestartet.